# NGC 1449
NGC 1449 (również PGC 13798) – galaktyka soczewkowata (S0), znajdująca się w gwiazdozbiorze Erydanu. Odkrył ją Heinrich Louis d’Arrest 9 października 1864 roku.